# Mike Mohede
Michael Prabawa (Mike) Mohede (Jakarta, 7 november 1983 – aldaar, 31 juli 2016) was een Indonesisch zanger. Hij was de winnaar van het tweede seizoen van de Indonesische versie van Idols. Hij deed auditie in Jakarta. Zijn zangtalent werd ontdekt door zijn vader. Mike behoorde vrijwel steeds tot de favorieten in de uitzendingen van Indonesian Idol, en ontving veel lof van de jury. Liederen die Mike tijdens de liveshows zong, waren, behalve veel Indonesische hits, onder andere Crazy Little Thing Called Love van Queen, en Unchained Melody van de Righteous Brothers. In de finale zong hij Bahasa Kalbu van de zangeres Titi DJ, en Ketika Kau Menyapa van Marcell Siahaan. Daarnaast zong hij ook het speciaal voor de finalisten geschreven nummer Semua Untuk Cinta (Alles voor de liefde). Nadat Mike Índonesian Idol won, werd Semua Untuk Cinta uitgebracht als zijn eerste single.
Mike nam vervolgens deel aan Asian Idol, een zangwedstrijd waaraan zes Aziatische landen (India, Indonesië, Maleisië, de Filipijnen, Singapore en Vietnam) deelnamen. In deze wedstrijd zong elke zanger een Engelstalig nummer en een nummer in een taal van het eigen land. Mike legde het echter af tegen de winnaar van Singapore, Hady Mirza.
Mike Mohede overleed in juli 2016 op 32-jarige leeftijd in zijn woonplaats Jakarta.

## Discografie

### Albums
- Mike (2005)
- Kemenanganku (2010)

- Library of Congress Control Number: no2007089757
- MusicBrainz: 2ba1a26e-73c6-44c2-9f35-d4c8273eecaa
- Virtual International Authority File: 7174732
- WorldCat: E39PBJx8JQ3JtmywhkmpG9PG73